# Završje (Kiseljak, BiH)
Završje je naseljeno mjesto u općini Kiseljak, Federacija Bosne i Hercegovine, BiH.

## Stanovništvo

### 1991.
Nacionalni sastav stanovništva 1991. godine, bio je sljedeći:
ukupno: 147
- Hrvati - 135
- Srbi - 1
- Jugoslaveni - 2
- ostali, neopredijeljeni i nepoznato - 9

### 2013.
Nacionalni sastav stanovništva 2013. godine, bio je sljedeći:
ukupno: 76
- Hrvati - 73
- Srbi - 3